# إلسا باركر
إلسا باركر (بالإنجليزية: Elsa Barker) (1869، ليستر في الولايات المتحدة - 1954)؛ كاتِبة، شاعرة وروائية أمريكية.